# Lucky Luke (serie animata 1983)
Lucky Luke è una serie televisiva animata francese, tedesca e statunitense del 1984, creata da Morris.
Ispirata alla storia a fumetti francese Lucky Luke, la serie è stata co-prodotta da Hanna-Barbera insieme a Gaumont, Extrafilm e FR3. Gli episodi "Ma' Dalton", "Canada" e "Les Dalton se rachètent" sono stati riciclati dal film La grande avventura dei Dalton (Les Dalton en cavale) del 1983.
La serie è stata trasmessa per la prima volta in Francia su France 3 dal 15 ottobre 1984 al 12 aprile 1985, per un totale di 26 episodi ripartiti su una stagione. In Italia la serie è stata trasmessa su Italia 1.

## Trama
Lucky Luke è un cowboy solitario che viaggia attraverso il Far West. Accompagnato dal suo fedele cavallo Jolly Jumper e il cane da guardia carcerario Rantanplan, si ritrova a confrontarsi con vari banditi e teppisti come i Fratelli Dalton, Billy the Kid, Jesse James e Phil Defer.

## Episodi
| Stagione       | Episodi | Prima TV USA | Prima TV Italia |
| -------------- | ------- | ------------ | --------------- |
| Prima stagione | 26      | 1984-1985    | 1985            |

## Personaggi e doppiatori

### Personaggi principali
- Lucky Luke, voce originale di Jacques Thébault, italiana di Fabio Tarascio.
- Jolly Jumper, voce originale di Roger Carel, italiana di Enrico Maggi.
- Rantanplan, voce originale di Bernard Haller e Roger Carel, italiana di Antonello Governale

### Personaggi ricorrenti
- Joe Dalton, voce originale di Pierre Trabaud, italiana di Paolo Torrisi.
- Jack Dalton, voce originale di Gérard Hernandez, italiana di Guido Rutta.
- William Dalton, voce originale di Jacques Balutin, italiana di Roberto Colombo.
- Averell Dalton, voce originale di Pierre Tornade, italiana di Augusto Di Bono.
- Billy the Kid, voce originale di Guy Pierauld, italiana di Paolo Torrisi.
- Jesse James, voce originale di Francis Lax.
- Phil Defer, voce originale di Henry Djanik.

## Episodi
1. Ma' Dalton (Ma Dalton)
2. Piedidolci (Le pied tendre)
3. Canada (Les Dalton dans le blizzard)
4. Il Mississippi (En remontant le Mississippi)
5. Calamity Jane
6. Les Dalton se rachètent
7. La ferrovia (Des rails sur la prairie)
8. Phil Defer
9. L'élixir du Docteur Doxey
10. Hors la loi
11. Billy the Kid
12. La diligenza (La diligence)
13. Le grand duc
14. Il petrolio (A l'ombre des derricks)
15. La pietra rossa (Le magot des Dalton)
16. La compagnia teatrale (Le cavalier blanc)
17. Lo scambio (Sur la piste des Dalton)
18. Il processo a Billy (L'escorte)
19. La faida (Les rivaux de Painful Gulch)
20. Il telegrafo (Le fil qui chante)
21. Jessie James (Jesse James)
22. Filo spinato (Des barbelés sur la prairie)
23. Spedizione nel Wyoming (Les collines noires)
24. Dalton City
25. La carovana (La caravane)
26. La colonizzazione (Ruée sur l'Oklahoma)